# Chamaeleo marsabitensis
Chamaeleo marsabitensis är en ödleart som beskrevs av  Colin Tilbury 1991. Chamaeleo marsabitensis ingår i släktet Chamaeleo och familjen kameleonter. Inga underarter finns listade i Catalogue of Life.